# Pinnacle of Bedlam
Pinnacle of Bedlam är det amerikanska death metal-bandet Suffocations sjunde studioalbum. Albumet släpptes i februari 2013 av skivbolaget Nuclear Blast. En begränsad upplaga av albumet innehåller en DVD med en 75 minuter lång dokumentärfilm kallad The Making of Pinnacle of Bedlam.

## Låtförteckning
1. "Cycles of Suffering" – 3:56
2. "Purgatorial Punishment" – 2:44
3. "Eminent Wrath" – 3:40
4. "As Grace Descends" – 3:04
5. "Sullen Days" – 4:57
6. "Pinnacle of Bedlam" – 3:42
7. "My Demise" – 4:03
8. "Inversion" – 3:50
9. "Rapture of Revocation" – 3:49
10. "Beginning of Sorrow" (nyinspelning) – 4:32

Bonus-DVD
1. The Making of "Pinnacle of Bedlam" (video) – 01:15:00

"Beginning of Sorrow" är en nyinspelning av låten med samma namn från albumet Breeding the Spawn.

## Medverkande
Musiker (Suffocation-medlemmar)
- Frank Mullen − sång
- Terrance Hobbs – gitarr
- Guy Marchais – gitarr
- Derek Boyer – basgitarr
- Dave Culross – trummor

Bidragande musiker
- Mike Smith − trummor (spår 10)

Produktion
- Joe Cincotta – producent, ljudtekniker
- Suffocation – producent
- Zeuss (Christopher Harris) – ljudmix, mastering
- Rob Kimura – omslagsdesign
- Raymond Swanland – omslagskonst
- Rob Kimura – foto